# Sarema
Sarema dawniej zwana Ozylią (est. Saaremaa, niem.  i szw. Ösel, duń. Øsel, łac. Osilia, ros. Э́зель – Ezel) – największa wyspa należąca do Estonii, położona na Bałtyku na południe od wejścia do Zatoki Fińskiej, odgradzająca Zatokę Ryską od pełnego morza. Od Hiumy oddzielona jest cieśniną Soela väin, od stałego lądu Cieśniną Irbeńską. Jest największą wyspą Prowincji Saare. Jej powierzchnia wynosi 2673 km² (91,5% powierzchni prowincji), a liczba ludności 31,4 tys. (94,1%).

## Historia
Wyspa była zasiedlona już 2000 lat p.n.e. W sagach wyspa jest znana jako Eysysla. Na przełomie XI i XII wieku Sarema była najzamożniejszą z estońskich prowincji. W 1227 podobnie jak sąsiednia Muhu należała do zakonu kawalerów mieczowych. Pod koniec XIII wieku centralna i południowa część wyspy przeszła we władanie biskupstwa Ozylii, a Arensburg stał się drugą co do ważności (po Haapsalu) twierdzą biskupstwa. Po I wojnie północnej (1563) wyspę objęła w posiadanie Dania. Zaledwie 85 lat później, w 1648 roku wyspa została scedowana Szwecji. Podczas szwedzkiego panowania wyspę zdziesiątkowała epidemia dżumy. W 1710, podczas III wojny północnej Sarema znalazła się w granicach Imperium Rosyjskiego, co zostało potwierdzone podczas pokoju w Nystad. W drugiej połowie XIX wieku wyspa przeżywała swoje prosperity – zostały uruchomione połączenia morskie z Rygą i Petersburgiem (1858). W 1891 w Kuressaare utworzono szkołę morską. W 1896 Saremę połączono z Muhu groblą, na której zbudowano drogę, a w 1912 na wyspie zbudowano elektrownię.
Rosjanie władali wyspą aż do 1917 roku. W październiku 1917 wyspę zdobyli Niemcy (Operacja Albion). Pół roku później, 24 lutego 1918 roku Sarema stała się częścią niepodległej Estonii. Był to wówczas jeden z najintensywniej rolniczo wykorzystywanych obszarów w kraju. Na wyspie istniało wówczas ponad 10 tys. gospodarstw, specjalizujących się głównie w produkcji mleka i jego przetworów. Rybołówstwem zajmowało się jedynie 2 proc. mieszkańców. W 1919 na wyspie otworzono szkołę rolniczą. Na mocy paktu Ribbentrop-Mołotow w czerwcu 1940 roku na wyspę wkroczyła Armia Czerwona. Ponad tysiąc wyspiarzy zostało deportowanych na Syberię. Od października 1941 do 1944 r. wyspa była okupowana przez Niemcy. Przez okres II wojny światowej wielu mieszkańców Saremy zostało wywiezionych do Niemiec, bądź też uciekło do Szwecji. Populacja wyspy zmniejszyła się o 1/3. W latach 1944–1990 wyspa należała do Estońskiej SRR. Przeprowadzono kolektywizację rolnictwa. Armia Czerwona zrobiła z wyspy fortecę, budując ponad 30 baz wojskowych. Prawa do swobodnego przemieszczania się mieszkańców na wyspę były ściśle ograniczane. Od 20 sierpnia 1991 r. Sarema należy do niepodległej Estonii.

## Geografia
Sarema jest największą estońską i czwartą co do wielkości wyspą Bałtyku. Rozciągłość południkowa i równoleżnikowa wynosi około 90 km. Linia brzegowa wynosi 874 kilometrów. W południowo-zachodniej części wyspy w Zatokę Ryską wcina się długi na 30 kilometrów półwysep Sõrve. Wyspa zbudowana jest głównie z wapieni i dolomitów (kamieniołom koło Kaarmy), wydobywane są także piaski szklarskie. Licznie występują bagna. Topograficznie wyspa jest mało zróżnicowana, najwyższy punkt Viidu Raunamägi liczy zaledwie 54 m n.p.m.(od 1957 rezerwat przyrody). Najwyższe klify (Panga Pank) osiągają 21,3 m. Największymi jeziorami są odcięte zatoki Suur Laht i Mullutu Laht koło Kuressaare oraz Karujärv koło miejscowości Kärla. Podczas ostatniego zlodowacenia Sarema była przykryta czaszą lądolodu. Obecnie, na skutek ruchów glacizostatycznych, wyspa podnosi się o około 2 mm rocznie.

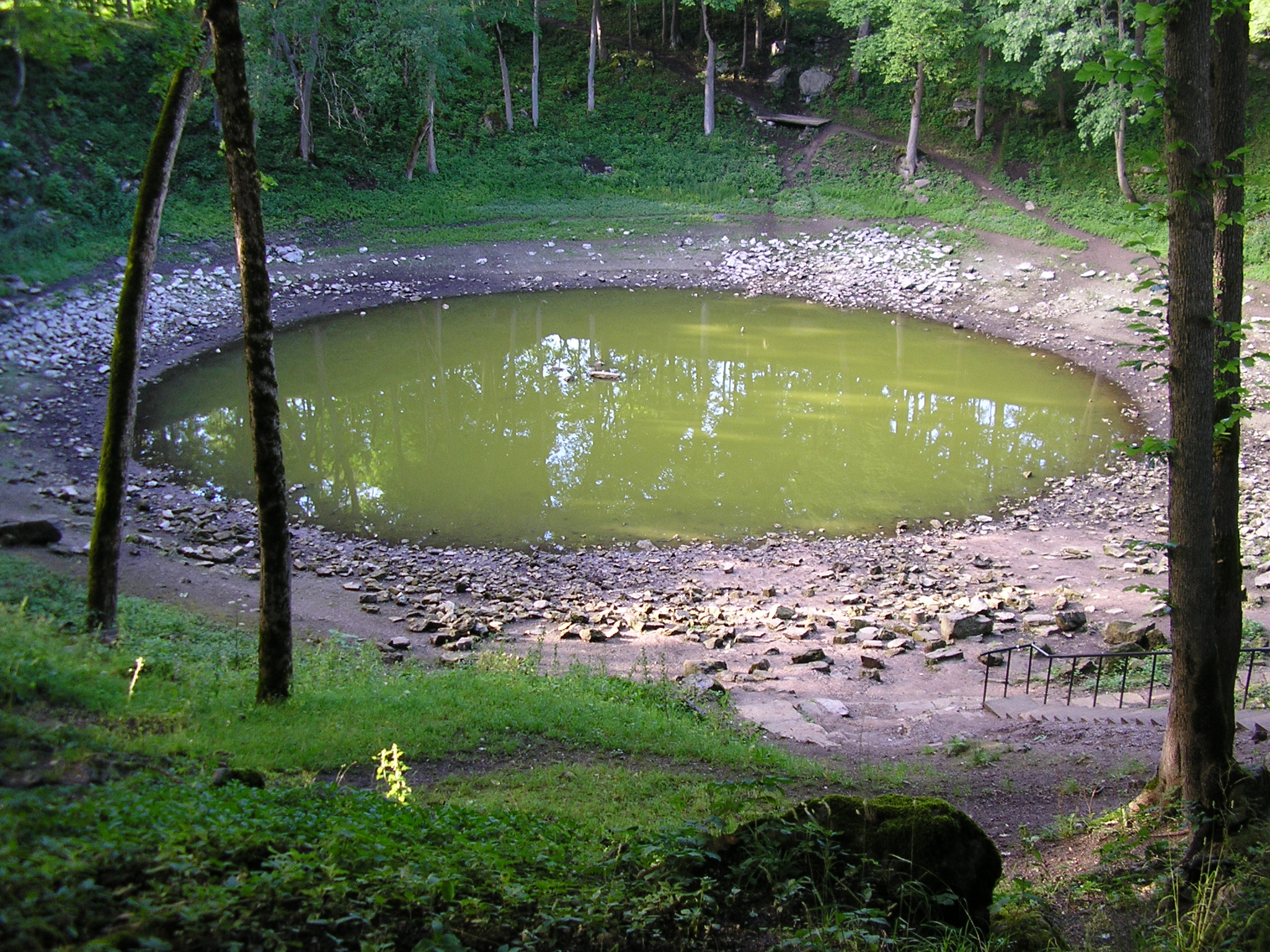
Jezioro w kraterze Kaali

W pobliżu wioski Kaali znajduje się rezerwat geologiczny, obejmujący krater uderzeniowy Kaali. Ważący co najmniej 400 ton meteoryt uderzył z prędkością 10-20 km/s w dolomitową skałę. Wskutek uderzenia powstało kilka istniejących do dzisiaj kraterów. Średnica największego z zagłębień wynosi 110 metrów, a maksymalna głębokość jeziora Kaalijärv to 6 m. Jezioro to otacza wał ziemny o wysokości 16 m. W pobliżu znajduje się jeszcze 8 mniejszych kraterów. Materiał z ich pobliża nie zawiera osadów morskich, więc ich wiek nie może być większy, niż 10000 lat (Sarema wynurzyła się z Bałtyku 10000 lat temu). Datowanie na podstawie osadów torfowych pozwoliło oszacować powstanie na rok ok. 5500 p.n.e. Nowsze pomiary (datowanie radiowęglowe torfu wzbogaconego w iryd) wskazują, że zderzenie miało miejsce w latach 800 - 400 p.n.e..
Łagodny klimat (średnia temperatura lipca: 19 °C, stycznia: -1 °C) sprzyja wegetacji – na wyspie rośnie 80% gatunków estońskiej flory, w tym ponad 1200 gatunków roślin naczyniowych. Lasy pokrywają ponad 40% powierzchni wyspy. Do ciekawszych przedstawicieli fauny należy foka szara oraz licznie występujące ptaki wędrowne: łabędź niemy i krzykliwy, bernikla białolica, edredon czy ohar.
W zachodniej części wyspy utworzono Park Narodowy Vilsandi.

## Ludność

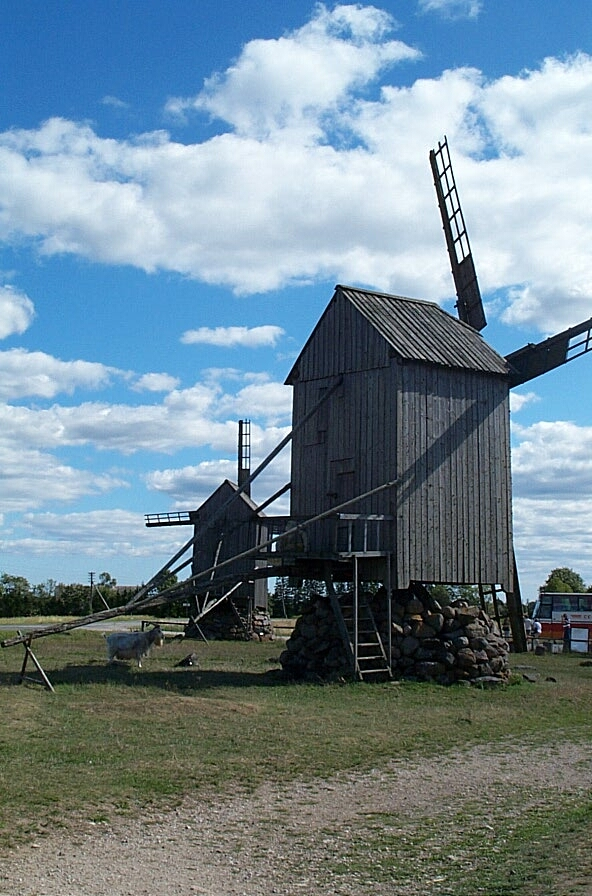
Wiatraki na Saremie

W 2008 roku Saremę zamieszkiwało około 39,2 tys. ludzi. Zdecydowaną większością byli Estończycy (98%), a największą mniejszością Rosjanie (1,2%) oraz Finowie (0,25%). Głównym wyznaniem na wyspie jest luteranizm, w mniejszej skali prawosławie. Ludność zajmuje się głównie rolnictwem i rybołówstwem.

## Ważne miejsca
- Kuressaare – stolica dystryktu i jedyne miasto
- kratery meteorytów koło Kaali (patrz powyżej)
- koliste forty ziemne Lihulinn i Kaarma
- ruiny fortecy Maasi, zbudowanej przez zakon kawalerów mieczowych
- wiatraki w Angla – symbol wyspy. Niegdyś bardzo popularne, dziś w tej miejscowości znajduje się ich zaledwie 5. Największy z nich to holender, obok znajdują się także koźlaki
- kościół w Jämaja na półwyspie Sõrve z 1864, elementy zdobnicze pochodzą z XVII wieku
- kościoły w Kaarma (XIII w.), Karja (XIV w.) i Kihelkonna (XVII w.)
- posiadłości dworskie Kõljala, Laimjala, Loona (XVII w.), Oti (XVIII w.)
- klif Panga – wysoki na 21,3 m,
- polje krasowe między Kaarmą a Kärlą – z typowymi elementami krasu powierzchniowego (leje krasowe, ponory)
- źródło Pühatu koło Pähkli o intensywnym, zielonym kolorze (miejsce kultu religijnego)
- Półwysep Sõrve z latarnią morską z XVII wieku